# Franciszek Tournelle
Franciszek Tournelle (ur. 1818 w Kaliszu, zm. 27 grudnia 1880 tamże) – polski architekt i teoretyk architektury, reprezentant historyzmu, urbanista, budowniczy guberni warszawskiej Królestwa Polskiego (1859–1878). Praktykował u Henryka Marconiego.

## Projekty
Ważniejsze realizacje: 
- hotel Karola Müllera w Ciechocinku (1848–1851)
- Wielka Synagoga we Włocławku (1847–1854)
- kościół Podwyższenia Świętego Krzyża w Łodzi (1860–1888[3])
- dzwonnica we Włocławku, na rogu ul. Brzeskiej i Tumskiej (1853)
- Kościół ewangelicko-augsburski we Włocławku
- spichrz przy ul. Bulwary 6 we Włocławku (1848)
- dom wychowanic zakładu św. Kazimierza na Tamce w Warszawie (1859)
- kościół w Mszczonowie (1862)
- kościół w Zycku (1870)
- kościół w Krośniewicach (1878)
- więzienie śledcze w Kaliszu

Franciszek Tournelle zaprojektował również niżej wymienione domy we Włocławku:
- przy ul. 3 Maja 3–5 (1848), 7 (1847), 9 (1867), 21 (1847), 37 (1846)
- przy pl. Wolności 2 (1853), 3 i 4 (1850)
- przy ul. Tumskiej 2 (1847), 6 (1854)
- przy ul. Królewieckiej 20 (1853)
- przy ul. Łęgskiej 56 (1848), 81 (1851)